# Фернандо Роман
Фернандо Роман (ісп. Fernando Román, нар. 23 лютого 2001, Капіата) — парагвайський футболіст, захисник клубу «Гуарані» (Асунсьйон).
Виступав за молодіжну збірну Парагваю.

## Клубна кар'єра
Народився 23 лютого 2001 року в Капіаті. Вихованець футбольної школи клубу «Гуарані» (Асунсьйон). Дорослу футбольну кар'єру розпочав 2021 року в основній команді того ж клубу, кольори якої захищає й донині.

## Виступи за збірну
З 2023 року залучається до складу молодіжної збірної Парагваю. На молодіжному рівні зіграв у 10 офіційних матчах, забив 1 гол.
2024 року був включений до заявки олімпійської збірної Парагваю для участі у футбольному турнірі на тогорічних Олімпійських іграх у Парижі.

## Статистика виступів

### Статистика клубних виступів
Станом на 14 липня 2024
| Сезон             | Команда               | Чемпіонат         | Чемпіонат | Чемпіонат | Національний кубок | Національний кубок | Національний кубок | Континентальні кубки | Континентальні кубки | Континентальні кубки | Інші змагання | Інші змагання | Інші змагання | Усього | Усього | Усього |
| Сезон             | Команда               | Ліга              | Ігор      | Голів     | Ліга               | Ігор               | Голів              | Ліга                 | Ігор                 | Голів                | Ліга          | Ігор          | Голів         | Ігор   | Голів  |        |
| ----------------- | --------------------- | ----------------- | --------- | --------- | ------------------ | ------------------ | ------------------ | -------------------- | -------------------- | -------------------- | ------------- | ------------- | ------------- | ------ | ------ | ------ |
| 2021              | «Гуарані» (Асунсьйон) | ПД                | 1         | 0         | КП                 | 0                  | 0                  | КЛ                   | 0                    | 0                    |               | -             | -             | 1      | 0      |        |
| 2022              | «Гуарані» (Асунсьйон) | ПД                | 13        | 1         | КП                 | 0                  | 0                  | КЛ                   | 0                    | 0                    |               | -             | -             | 13     | 1      |        |
| 2023              | «Гуарані» (Асунсьйон) | ПД                | 27        | 0         | КП                 | 3                  | 0                  | ПАК                  | 1                    | 0                    |               | -             | -             | 31     | 0      |        |
| 2024              | «Гуарані» (Асунсьйон) | ПД                | 8         | 0         | КП                 | 0                  | 0                  | ПАК                  | 0                    | 0                    |               | -             | -             | 8      | 0      |        |
| Усього за кар'єру | Усього за кар'єру     | Усього за кар'єру | 49        | 1         |                    | 3                  | 0                  |                      | 1                    | 0                    |               | -             | -             | 53     | 1      |        |